# Rhode-Island (race de poule)
Pour l’article homonyme, voir Rhode Island.
Pour un article plus général, voir Gallus gallus domesticus.
La Rhode Island est une race de poules domestiques américaines.

## Description
C'est une race de taille moyenne, à forme rectangulaire avec ligne de dos horizontale, sélectionnée pour sa productivité et sa beauté.
La couleur du plumage est rouge foncé-acajou, à reflets brillants pour la variété la plus répandue, mais elle existe également en plumage blanc.

### Origine
Elle est originaire des États-Unis, de l'État du Rhode Island où elle fut créée en 1860.
Elle est issue de sélections de combattants malais rouges à poitrine noire croisés avec la poule de Java et la poule italienne Leghorn et buckeye.
Initialement conçue comme une poule à double usage (ponte et chair), elle a été transformée depuis les années 1940 en poule pondeuse par réduction de sa taille, une couleur moins foncée pour mieux supporter la chaleur et une réduction de son aptitude à la couvaison.

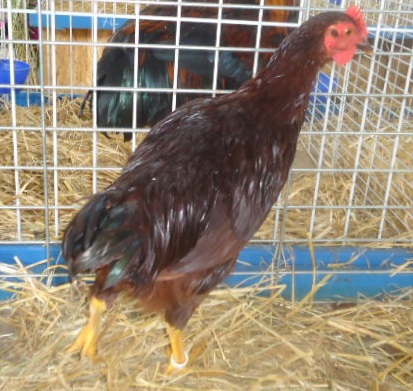
Jeune coq nain rouge acajou
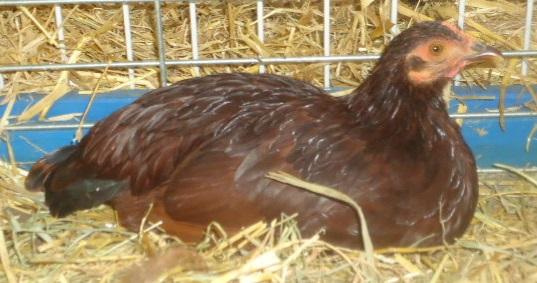
Jeune poule naine rouge acajou

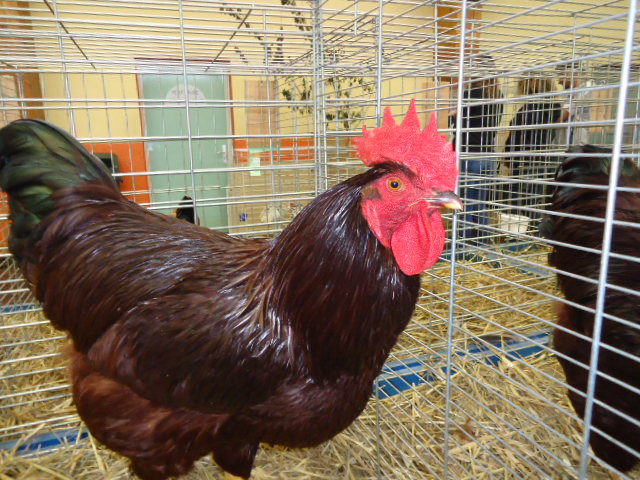
Coq Rhode Island

### Standard
- Crête : simple ou frisée
- Oreillons : rouges
- Poule Rhode IslandCouleur des yeux : rouge-orangé
- Couleur de la peau : jaune
- Couleur des tarses : jaune

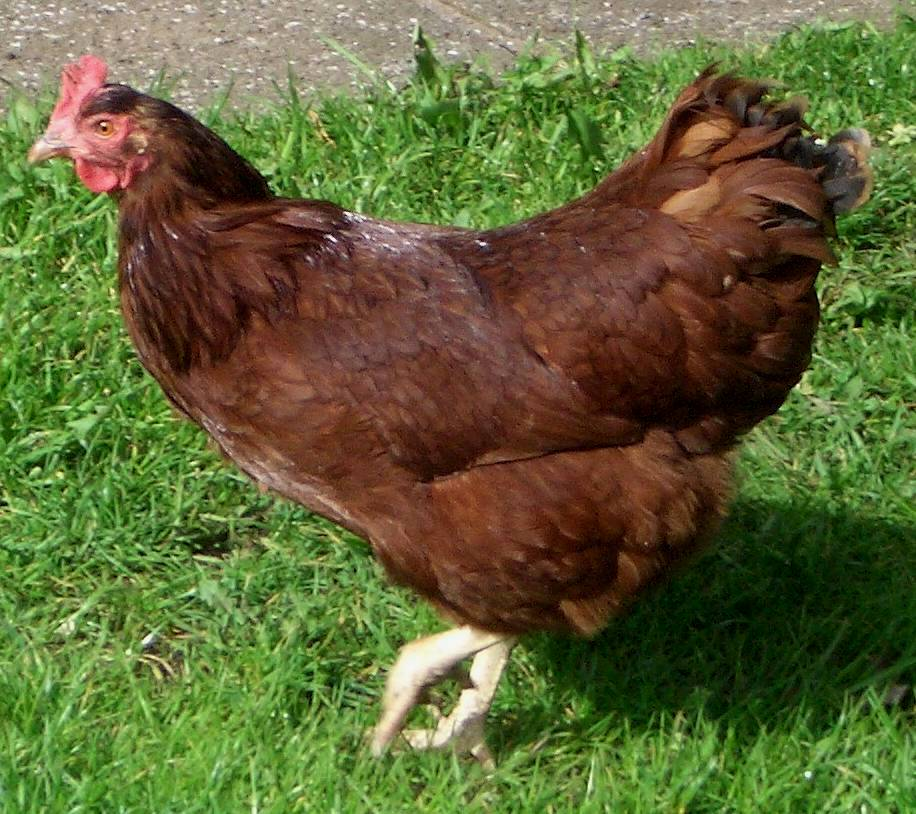
Poule Rhode Island

- Variétés de plumage : Blanc, rouge acajou

Grande race :
- Masse idéale : Coq :  3 à 4 kg ; Poule :  2,4 à 3 kg
- Œufs à couver : environ 60 grammes coquille de couleur brune à brun foncé, 250 à 300 œufs par an.
- Diamètre des bagues : Coq : 22 mm ; Poule : 20 mm

Naine :
- Masse idéale : Coq :  1 kg ; Poule :  800 g
- Œufs à couver : environ 45 grammes coquille de couleur brun clair
- Diamètre des bagues : coq : 15 mm ; poule : 13 mm

## Divers
Rhode Island Shred, par Guthrie Govan, est une musique parodiant la musique country et inspirée de cette race de poule.

## Sources
- Le Standard officiel des volailles (Poules, oies, dindons, canards et pintades), édité par la Société centrale d'aviculture de France.